# Presqu'île Cumberland
Pour les articles homonymes, voir Cumberland.
La presqu'île Cumberland est une presqu'île située au nord-est de la péninsule Loranchet au nord des îles Kerguelen dans les Terres australes et antarctiques françaises (TAAF).

## Géographie

### Caractéristiques
Faisant partie de la péninsule Loranchet sur la Grande Terre, la presqu'île Cumberland est entourée au nord par la baie de Recques et au sud par la baie du Brise-Lames, une subdivision du golfe Choiseul dans laquelle elle se termine au nord-est. À sa base, elle est délimitée par l'anse du Jardin. Orientée sud-ouest/nord-est, elle est longue de 12,8 km et large au maximum de 4 km. Elle se termine au nord-est par la pointe Pringle et possède au sud-est de son extrémité une extension dans le golfe Choiseul dénommée cap Féron.
Géographiquement, elle est délimitée (et définie) au sud par l'existence de la Trouée de la Boussole, une vallée au nord du mont du Lignite qui relie la baie du Brise-Lames, dans le golfe Choiseul, à l'anse du Jardin dans la baie de Recques. Le sommet de la presqu'île, le mont Muraille, culmine à 455 m, tandis qu'un autre sommet vers sa base, non nommé, s'élève à 406 m.

### Toponymie
Elle doit indirectement son nom à James Cook qui dénomma ainsi l'actuelle pointe d'Anières sur la presqu'île Rochegude et baie de Cumberland l'actuelle baie de Recques lors de son voyage aux Kerguelen en 1776 en référence à Henri Frederick (1745-1790), duc de Cumberland depuis 1766 et frère du roi de Grande-Bretagne et d'Irlande George III. Les noms français ayant été rétablis, la commission de toponymie des îles Kerguelen attribue à la presqu'île en 1967 – préalablement dénommée mont Muraille par Raymond Rallier du Baty en 1922 – le nom de Cumberland, reportant le nom du mont Muraille au principal sommet de ladite presqu'île.